# 제멋대로 개조해도 괜찮겠지
《제멋대로 개조해도 괜찮겠지》(かってに改造してもいいぜ)는 2011년 4월 23일에 발매된 싱글 앨범이며, 애니메이션 제멋대로 카이조의 OVA판의 오프닝이다. 아티스트는 미즈키 이치로와 특촬. 신작 일러스트 수록 예정이다. 대한민국에서는 정식 발매되지 않았다.

## 수록곡
1. 제멋대로 개조해도 괜찮겠지(かってに改造してもいいぜ)
노래 : 미즈키 이치로
작사 : 오오츠키 켄지, 작곡 : 특촬
2. 누이구루마 (봉제인간 누이구루마 주제가)(ヌイグルマー 「縫製人間ヌイグルマー」主題歌)
노래 : 미즈키 이치로, 오오츠키 켄지
작사 : 오오츠키 켄지 작곡 : 특촬
3. 제멋대로 개조해도 괜찮겠지  Off Vocal(かってに改造してもいいぜ 歌無し)
4. 누이구루마 (봉제인간 누이구루마 주제가)  Off Vocal(ヌイグルマー 「縫製人間ヌイグルマー」主題歌 歌無し)